# Wysokowo-2
Wysokowo-2 (ros. Высоково-2) – wieś w Rosji, w rejonie wołogodzkim obwodu wołogodzkiego. W 2021 r. była niezamieszkana.